# Ciclina G2
La ciclina G2 (CCNG2) es una proteína codificada en humanos por el gen CCNG2.
El ciclo celular eucariota es gobernado por proteínas quinasas dependientes de ciclinas Cdks, cuya actividad está regulada por ciclinas e inhibidores de Cdks. CCNG2 es una proteína que pertenece a la familia de las ciclinas y contiene una caja ciclina, pero no posee la secuencia desestabilizadora de proteínas (PEST), que está presente en otros miembros de la familia. La activación transcripcional de este gen puede ser inducida por la proteína p53. 

## Interacciones
La proteína CCNG2 ha demostrado ser capaz de interaccionar con PPP2CA.